# Mallotus lauterbachianus
Mallotus lauterbachianus är en törelväxtart som först beskrevs av Ferdinand Albin Pax och Käthe Hoffmann, och fick sitt nu gällande namn av Ferdinand Albin Pax och Käthe Hoffmann. Mallotus lauterbachianus ingår i släktet Mallotus och familjen törelväxter. Inga underarter finns listade i Catalogue of Life.